# 辻村深月
辻村深月（日语：／ Tsujimura Mizuki，1980年2月29日—），日本女性小說家，生於山梨縣笛吹市，畢業於千葉大學教育學院。

## 生平
辻村深月從小喜歡看推理小說，因小學時閲讀了《殺人十角館》而成為綾辻行人的超級書迷，筆名中的「辻」即源自於此。小學時便嘗試寫作恐怖小說，並立志要當作家，高中時因課業壓力受挫，下定決心要走作家這條路。2002年從千葉大學教育學系畢業之後，回到了故鄉的縣廳村會事務所當公務員，一邊工作一邊繼續寫作。2004年發表的出道作品《時間停止的冰封校舍》獲得第31屆梅菲斯特獎，自此作爲小説家正式出道。這部小説是她從高中時代便開始創作，並在大學四年間寫完的作品。2008年她從公司辭職，開始了職業作家的生活。
2012年她憑藉《沒有鑰匙的夢》獲得日本文壇最高榮譽「直木獎」。辻村深月是在林真理子之後，睽違26年出生於山梨縣的直木獎得主，引起當地轟動。

## 獎項
- 2004年 - 《時間停止的冰封校舍》獲得第31屆梅菲斯特獎。
- 2006年 - 《冰凍鯨魚》入圍第27屆吉川英治文学新人獎。
- 2007年 - 《我的料理量匙》入圍第60屆日本推理作家協会獎（長篇及短篇集部門）。
- 2008年 - 《尋找名字的放學後》入圍第29屆吉川英治文学新人獎。
- 2009年 - 《零八零七》入圍第142屆直木三十五獎。
- 2010年 - 《零八零七》入圍第31屆吉川英治文学新人獎。
- 2011年
  - 《使者》獲得第32屆吉川英治文学新人獎。
  - 〈芹葉大學的夢想與殺人〉入圍第64屆日本推理作家協会獎（短篇部門）。
  - 《今日諸事大吉》入圍第24屆山本周五郎獎。
  - 《請殺了我》入圍第145屆直木三十五獎。
  - 《水底祭典》入圍第2屆山田風太郎獎。
- 2012年 
  - 《請殺了我》入圍第25屆山本周五郎獎。
  - 《沒有鑰匙的夢》獲得第147屆直木三十五獎。
- 2014年 - 《島與我們同在》入圍第11屆書店大獎。
- 2015年 - 《霸權動畫！》入圍第12屆書店大獎。
- 2016年 - 《天將破曉》入圍第13屆書店大獎。
- 2018年 - 《鏡之孤城》獲得第15屆書店大獎、第6屆ブクログ大賞（小説部門）、入圍第71屆日本推理作家協会獎（長篇及短篇集部門）。
- 2019年 - 《傲慢與善良》獲得第7屆ブクログ大賞（小説部門）。

## 著作

### 小說
| 年份   | 日文書名 | 中文書名                          | 出版社                           |
| ------ | -------- | --------------------------------- | -------------------------------- |
| 2004年 |          | 時間停止的校園 時間停止的冰封校舍 | 講談社 新星出版社 時報出版       |
| 2005年 |          | 與黑夜嬉戲的孩子們                | 講談社 新星出版社                |
| 2005年 |          | 講談社                            |                                  |
| 2006年 |          |                                   | 講談社                           |
| 2007年 |          | 慢活莊的神明                      | 講談社 時報出版                  |
| 2007年 |          | 講談社                            |                                  |
| 2008年 |          |                                   | 講談社                           |
| 2008年 |          | 太陽坐落之處                      | 文藝春秋 時報出版 新星出版社     |
| 2009年 |          | 沒有邊框的鏡子                    | 角川書店 時報出版                |
| 2009年 |          | 〇八〇七 零八零七                 | 講談社 新星出版社 時報出版       |
| 2010年 |          |                                   | 講談社                           |
| 2010年 |          | 講談社                            |                                  |
| 2010年 |          | 使者                              | 新潮社 皇冠文化 人民文學出版社   |
| 2011年 |          | 今日諸事大吉                      | 角川書店 時報出版 新星出版社     |
| 2011年 |          | 請殺了我 告別世界的最佳方式       | 集英社 春天出版 新星出版社       |
| 2011年 |          | 水底祭典                          | 文藝春秋 時報出版 新星出版社     |
| 2012年 |          | 櫻花盛放                          | 光文社 新星出版社                |
| 2012年 |          | 沒有鑰匙的夢                      | 文藝春秋 時報出版 新星出版社     |
| 2013年 |          | 島和我們 島與我們同在             | 講談社 新星出版社 時報出版       |
| 2014年 |          | 盲目的愛戀與友情                  | 新潮社 台灣東販                  |
| 2014年 |          | Magazine House                    |                                  |
| 2014年 |          | 講談社                            |                                  |
| 2015年 |          | 晨曦将至                          | 文藝春秋 上海译文出版社          |
| 2015年 |          | 角川書店                          |                                  |
| 2016年 |          |                                   | 朝日新聞出版 文藝春秋            |
| 2016年 |          | 光文社                            |                                  |
| 2017年 |          | 鏡之孤城                          | Poplar社 皇冠文化 浙江文藝出版社 |
| 2018年 |          |                                   | 中央公論新社                     |
| 2018年 |          | 講談社                            |                                  |
| 2019年 |          |                                   | 小學館                           |
| 2019年 |          | 傲慢與善良                        | 朝日新聞出版 采實文化            |
| 2019年 |          | 使者：思念之人                    | 新潮社 皇冠文化                  |
| 2021年 |          | 琥珀之夏                          | 文藝春秋 可以文化                |
| 2021年 |          | 闇祓                              | KADOKAWA 臺灣角川 台海出版社     |
| 2022年 |          |                                   | Magazine House                   |
| 2022年 |          | 謊言疊疊樂                        | 文藝春秋 皇冠文化                |
| 2023年 |          | 仰望今夏的星空                    | KADOKAWA 臺灣角川                |

### 其他作品
| 年份   | 日文書名 | 出版社            | 備註 |
| ------ | -------- | ----------------- | ---- |
| 2011年 |          | 每日新聞社 講談社 | 散文 |
| 2015年 |          | 講談社            | 散文 |
| 2019年 |          | 岩崎書店          | 繪本 |
| 2023年 |          | KADOKAWA          | 指南 |

## 影像化作品

### 電視劇
NHK
- 今日諸事大吉（2012年1月10日 - 3月13日，全10集，主演：優香）

富士電視臺系
- 世界奇妙物語2013年春季特別篇
  - 樓梯上的花子（2013年5月11日，主演：德井義實，原作：〈樓梯平臺的花子〉收錄于《沒有邊框的鏡子》）
- 天降破曉（2016年6月4日 - 7月30日，全8集，主演：安田成美）

WOWOW
- 沒有鑰匙的夢（2013年9月1日 - 9月29日，全5集，主演：倉科加奈、成海璃子、木村多江、高梨臨、廣末涼子）

NOTTV
- 櫻花盛開（2016年3月6日 - 27日，全4集，主演：新井愛瞳、新田真劍佑）

### 電影
- 使者（2012年10月6日上映，導演：平川雄一朗，主演：松坂桃李）
- 太陽坐落之處（2014年10月4日上映，導演：矢崎仁司，主演：水川麻美）
- 哆啦A梦電影 大雄的月球探測記（2019年3月1日上映，導演：八鍬新之介，主演：水田山葵）
  - 擔任編劇
- 霸權動畫！（2022年5月20日上映，導演：吉野耕平，主演：吉岡里帆）
- 鏡之孤城（2022年12月23日上映，導演：原惠一，主演：當真AMI）
- 傲慢與善良（2024年9月17日上映，導演：萩原健太郎，主演：藤谷太輔・奈緒）
- 仰望今夏的星空（2025年7月4日上映，導演：山元環，主演：櫻田日和）

### 動畫
- 哆啦A梦與F全明星『月面レースで大ピンチ!?』（2019年3月9日公開，導演：寺本幸代，主演：水田山葵）
  - 擔任編劇

### 漫畫
- 時間停止的校舍（作畫：新川直司） 東立出版社
- 請殺了我（作畫：及川由美）
- 慢活莊的神明（作畫：桂明日香）
- 鏡之孤城（作畫：武富智）

## 外部連結
- https://www.yurindo.co.jp/izumi/?preview_flag=0&flag_no=401&no=122 （页面存档备份，存于）
- http://www.webdoku.jp/rensai/sakka/michi130_tsujimura/ （页面存档备份，存于）
- 特設官網｜文藝春秋，存于
- https://bookshorts.jp/tsujimuramizuki/ （页面存档备份，存于）
- 《鏡之孤城》專訪
- 《今日諸事大吉》專訪 （页面存档备份，存于）
- 時報出版-辻村深月介紹 （页面存档备份，存于）